# Paràlisi flàccida
La paràlisi flàccida és una manifestació clínica caracteritzada per debilitat o paràlisi junt amb una reducció del to muscular. Aquest trastorn pot ser causat per una malaltia o per un traumatisme que afecti els nervis associats amb la innervació dels músculs. Per exemple, si es tallen els nervis somàtics a un múscul esquelètic, el múscul exhibirà paràlisi flàccida. Aquesta situació pot arribar a ser fatal si s'afecten els músculs respiratoris, amb la possibilitat d'asfíxia.

## Causes
- Poliomielitis i altres virus.
- Botulisme
- Curare
- Lesions de les motoneurones inferiors: poliomielitis, mielitis transversa, síndrome de Guillain-Barré, encefalopatia per enterovirus,[3] neuritis traumàtica, síndrome de Reye, etc.

### Pòlio i altres virus
El terme  'paràlisi flàccida aguda'  ( 'AFP' ) s'utilitza sovint per descriure una paràlisi amb un inici sobtat, com podria ser el cas de la poliomielitis.
L'AFP és el signe més comú de la poliomielitis aguda, (sol donar-se durant els brots de poliomielitis). L'AFP també s'associa amb un nombre d'agents patògens incloent entre d'altres: els enterovirus, echovirus, adenovirus i el virus del Nil Occidental.